# Emery Lehman
Emery Chance Lehman (* 13. Juni 1996 in Oak Park) ist ein US-amerikanischer Eisschnellläufer.

## Werdegang
Lehman begann im Alter von neun Jahren mit dem Eisschnelllauf und wurde im Jahr 2010 US-amerikanischer Juniorenmeister im Mehrkampf. International startete er erstmals bei den Juniorenweltmeisterschaften 2011 in Seinäjoki. Dort waren seine besten Platzierungen der 12. Platz in der Teamverfolgung und der 11. Rang über 5000 m. Sein bestes Resultat bei den Juniorenweltmeisterschaften 2012 in Obihiro war der fünfte Platz über 5000 m. Außerdem siegte er im Jahr 2012 bei den US-amerikanischen Juniorenmeisterschaften erneut im Mehrkampf. In der Saison 2012/13 lief er in Heerenveen sein erstes Rennen im Eisschnelllauf-Weltcup, welches er auf dem 15. Platz über 5000 m beendete und holte bei den Juniorenweltmeisterschaften 2013 in Klobenstein die Goldmedaille über 5000 m. Bei den Einzelstreckenweltmeisterschaften 2013 in Sotschi errang er den 20. Platz über 5000 m. Zudem wurde er in der Saison US-amerikanischer Juniorenmeister über 1500 m, über 3000 m, sowie über 5000 m. In der folgenden Saison gewann er bei den Juniorenweltmeisterschaften 2014 in Bjugn über 5000 m und im Mehrkampf jeweils die Bronzemedaille und belegte in Sotschi bei seiner ersten Olympiateilnahme den 16. Platz über 5000 m und den zehnten Rang über 10.000 m. Im Jahr 2015 siegte er bei den US-amerikanischen Meisterschaften im Lauf über 5000 m und gewann bei den Juniorenweltmeisterschaften 2015 in Warschau jeweils die Bronzemedaille über 1500 m und 5000 m. In den folgenden Jahren wurde er US-amerikanischer Meister im Mehrkampf (2016, 2017) und über 10.000 m (2017). Bei den Olympischen Winterspielen 2018 in Pyeongchang kam er auf den 21. Platz über 5000 m und auf den achten Rang in der Teamverfolgung.
In der Saison 2019/20 holte Lehman bei den Vier-Kontinente-Meisterschaften in Milwaukee die Bronzemedaille über 5000 m und belegte bei den Einzelstreckenweltmeisterschaften 2020 in Salt Lake City den 16. Platz über 1500 m und den fünften Rang in der Teamverfolgung. Außerdem wurde er in der Saison US-amerikanischer Meister über 5000 m und 10.000 m. In der Saison 2021/22 holte er in Salt Lake City und in Calgary in der Teamverfolgung seine ersten Weltcupsiege und gewann beim Saisonhöhepunkt, den Olympischen Winterspielen 2022 in Peking, die Bronzemedaille in der Teamverfolgung. Zudem belegte er dort den 16. Platz über 5000 m und den 11. Rang über 1500 m.

## Teilnahmen an Weltmeisterschaften und Olympischen Winterspielen

### Olympische Spiele
- 2014 Sotschi: 10. Platz 10.000 m, 16. Platz 5000 m
- 2018 Pyeongchang: 8. Platz Teamverfolgung, 21. Platz 5000 m
- 2022 Peking: 3. Platz Teamverfolgung, 11. Platz 1500 m, 16. Platz 5000 m

### Einzelstrecken-Weltmeisterschaften
- 2013 Sotschi: 20. Platz 5000 m
- 2020 Salt Lake City: 5. Platz Teamverfolgung, 16. Platz 1500 m

## Weltcupsiege im Team
| Nr. | Datum             | Ort                 | Disziplin        |
| --- | ----------------- | ------------------- | ---------------- |
| 1.  | 5. Dezember 2021  | Salt Lake City      | Teamverfolgung 1 |
| 2.  | 12. Dezember 2021 | Calgary             | Teamverfolgung 2 |
| 3.  | 11. November 2022 | Stavanger           | Teamverfolgung 2 |
| 4.  | 9. Dezember 2022  | Calgary             | Teamverfolgung 2 |
| 5.  | 9. Dezember 2023  | Tomaszów Mazowiecki | Teamverfolgung 2 |
| 6.  | 27. Januar 2024   | Salt Lake City      | Teamverfolgung 2 |
| 7.  | 2. Februar 2025   | Milwaukee           | Teamverfolgung 2 |
| 8.  | 2. März 2025      | Heerenveen          | Teamverfolgung 2 |

## Persönliche Bestzeiten
| Distanz  | Zeit         | Datum              | Ort            |
| -------- | ------------ | ------------------ | -------------- |
| 500 m    | 36,64 s      | 19. September 2020 | Salt Lake City |
| 1000 m   | 1:09,30 min  | 17. Oktober 2020   | Salt Lake City |
| 1500 m   | 1:43,41 min  | 11. Dezember 2021  | Calgary        |
| 5000 m   | 6:13,19 min  | 10. Dezember 2021  | Calgary        |
| 10.000 m | 13:19,27 min | 22. November 2020  | Salt Lake City |